# Gloria Valencia de Castaño
Gloria Valencia de Castaño, née le 27 juillet 1927 à Ibagué et morte le 24 mars 2011 à Bogota, est l'une des icônes de la radio et de la télévision colombiennes de par ses rôles de journaliste et d'animatrice de télévision.

## Jeunesse
Gloria Valencia de Castaño naît le 27 juillet 1927 à Ibagué dans le département de Tolima en Colombie. Enfant, elle fréquente l'établissement scolaire La Presentación situé dans sa ville natale avant de partir étudier à l'Université des Andes la philosophie et les lettres.
En 1944, alors qu'elle travaille en tant que  secrétaire au Département Administratif de la Police Nationale, elle entame une relation amoureuse avec Álvaro Castaño Castillo qui réalise à l'époque sa thèse de Droit sur la Police. Ils se marient le 14 juin 1947. De leur union naissent deux enfants : Rodrigo et Pilar.

## Carrière
Surnommée « la première dame de la télévision colombienne », elle s'intéresse à la mode, la musique et la culture. Elle fonde le 15 septembre 1950 avec son mari Álvaro Castaño Castillo la station de radio « HJCK, El mundo en Bogotá » qui est la première station culturelle promue par des particuliers en Colombie. Dès 1955, elle entame une carrière de présentatrice télé avec Lápiz mágico, un programme avec des caricaturistes qui sera censuré par la suite.

## Fin de carrière
Durant les derniers mois de sa vie, alors qu'elle s'est retirée du monde de la télévision et de la radio, elle se consacre à l'association "Protection des parcs nationaux" où elle fut présidente et s'occupe du Musée d'Art Moderne de Bogotá qu’elle dirigea pendant un temps.
Elle décède le 24 mars 2011 des suites d'une infection respiratoire.

## Prix reçus
Pour son travail fourni dans le domaine des médias, elle reçoit plus de vingt prix tels que le "Ondas de España" en 1970 et 1975 ou le "Premio Guaicaipuro de oro de Venezuela" en 1978.
Elle reçoit aussi le Prix national de journalisme Simón Bolívar en 1989 et en 1995.